# Botar, Vînohradiv
Botar (în ucraineană Ботар, maghiară Batár) este un sat în comuna Nevetlenfalău din raionul Vînohradiv, regiunea Transcarpatia, Ucraina.

## Demografie
Componența lingvistică a localității Botar
     Maghiară (96,32%)
     Ucraineană (3,14%)
     Alte limbi (0,43%)
Conform recensământului din 2001, majoritatea populației localității Botar era vorbitoare de maghiară (96,32%), existând în minoritate și vorbitori de ucraineană (3,14%).